# ジェイソン1
ジェイソン1 (Jason-1) とは、海面の高度（海面高度）を計測するアメリカ (NASA) とフランス (CNES) による海洋観測マッピングミッションで、TOPEX/ポセイドンの後継衛星である。ジェイソンの名はギリシア神話の英雄イアソンにちなむ。

## 概要
ジェイソン・ワンは2001年12月7日にデルタIIロケットによって打ち上げられ、高度1,336km、傾斜角66度、周回周期112分の軌道に到達した。2002年2月28日より運用が開始された。投入された軌道はTOPEX/ポセイドンがそれまで観測していた軌道と同一で、初期にこれらの2つの衛星のクロスキャリブレーションが行われた後、TOPEX/ポセイドンはそれまでの軌道（ジェイソン・ワンの軌道）の中間に移動した。ジェイソン・ワンの観測周期はTOPEX/ポセイドンと同じく10日である。
Jason-1は、2013年6月21日に地上局との交信が途絶えた。その直前まで観測装置も正常で、衛星も正常に機能していたが交信の試みは失敗したため、復旧不可能な故障が起きたと判断された。予備系の送信機は2005年9月に故障していたため、これ以上復旧する見込みはないと判断され、7月1日に衛星を安全な状態に投入するコマンドを送信し、電波が出ていないことを確認し、運用を終了した。

## 搭載測器

### CNES提供
- Poseidon 2 : CバンドおよびKuバンドを用いたレーダ高度計で、衛星-海面間の距離を測定する。
- Doppler Obitography and Radiopositioning Integrated by Satellite (DORIS): 軌道追跡および電離層の影響の補正に用いる。

### NASA提供
- Jason Microwave Radiometer (JMR) : マイクロ波放射計で、水蒸気量を測定し、水蒸気補正に用いられる。
- Laser Retroreflector Array (LRA) : 軌道および高度情報の補正に用いる。
- GPS receiver: GPS衛星および地上設備からの信号を受信し、軌道情報の正確な補正を得る。

## 地球科学への応用
レーダ高度計は海面にパルスを発信し、海面で反射されて衛星に戻ってくるまでの時間から(水蒸気補正などを経て)衛星--海面間の距離を得ることができる。GPSなどから軌道情報を補正し、海面高度の情報を得ることができる。
平均的な海面高度は海面下の地形に強く影響を受けているため、海山などの海底地形の分布を海面高度計データから得ることができる。また、海面高度計データから地衡流の関係を用いた海面流速データ、波高などの海洋物理学に重要なデータを得ることができる。例えば、スマトラ島沖地震における津波をとらえていたことが後に報告されている。

## 後継機
Jason-2/OSTM(Ocean Surface Topography Mission)は、2008年6月20日にデルタ2ロケットで打ち上げられ、Jason-1との共同観測を実施した。2014年5月現在も観測運用中。
Jason-3は、2015年に打上げを予定している。
SWOT(Surface Water and Ocean Topography)は、2020年に打上げを予定している。観測精度はJason-2の10倍となる。Jason-2, 3, SWOTは、いずれもNASAとCNESの共同プロジェクトとして継続されている。